# Powiat grybowski
Powiat grybowski – polski powiat istniejący w latach 1918–1932 na terenie obecnego województwa małopolskiego. Jego ośrodkiem administracyjnym był Grybów.
Powiat był kontynuacją galicyjskiego powiatu grybowskiego. Powiat grybowski 23 grudnia 1920 roku wszedł jako jeden z 24 powiatów w skład nowo utworzonego woj. krakowskiego. Jego powierzchnia wynosiła 585 km².
Powiat grybowski został zlikwidowany 1 kwietnia 1932, a jego obszar został podzielony pomiędzy powiaty nowosądecki, gorlicki i tarnowski:
Gminy włączone 1 kwietnia 1932 do powiatu nowosądeckiego:
- Berest, Biała Niżna, Biała Wyżna, Binczarowa, Bogusza, Brzana Górna, Chodorowa, Cieniawa, Czyrna, Florynka, Grybów (m), Kamianna, Kamionka Wielka, Kąclowa, Koniuszowa, Korzenna, Królowa Polska, Królowa Ruska, Krużlowa Niżna, Krużlowa Wyżna, Lipnica Wielka, Lipniczka, Mogilno, Mszalnica, Mystków, Piorunka, Polany, Posadowa, Ptaszkowa, Siołkowa, Stara Wieś, Wawrzka i Wojnarowa;
- 23 lipca 1934 gminy Brzana Górna i Lipniczka przeniesiono do powiatu gorlickiego[3].

Gminy włączone 1 kwietnia 1932 do powiatu gorlickiego:
- Banica, Berdechów ad Bobowa, Berdechów ad Bugaj, Bieliczna, Bobowa, Brunary Niżne, Brunary Wyżne, Brzana Dolna, Czarna, Czertyżne, Gródek, Izby, Jankowa, Jaszkowa, Ostrusza, Pławna, Polna, Sędziszowa, Siedliska, Stawisza, Stróże Niżne, Stróże Wyżne, Stróżna, Śnietnica, Wilczyska, Wyskitna i Zborowice;
- 23 lipca 1934 gminy Ostrusza, Pławna i Zborowice przeniesiono do powiatu tarnowskiego[3].

Gminy włączone 1 kwietnia 1932 do powiatu tarnowskiego:
- Bogoniowice, Bruśnik, Bukowiec, Ciężkowice (m), Falkowa, Jamna, Jastrzębie, Kąśna Dolna, Kąśna Górna, Kipszna, Siekierczyna i Tursko;
- 23 lipca 1934 gminę Bukowiec przeniesiono do powiatu nowosądeckiego[3];
- 6 października 1954 gminę Jamna przeniesiono do powiatu brzeskiego[4].

## Starostowie
- Antoni Dziekoński (1923)[5]
- Konrad Dynowski (1931)[6]